# Décès en avril 1966
Décès
- 1962
- 1963
- 1964
- 1965
- 1966
- 1967
- 1968
- 1969
- 1970

Pour une information complémentaire, voir la page d'aide.

| Date     | Nom         | Pays                   | Activités               | Âge | Source |
| -------- | ----------- | ---------------------- | ----------------------- | --- | ------ |
| 29 avril | Lowell Reed | Drapeau des États-Unis | Scientifique américain. | 80  |        |